# Malmö FF
Malmö FF je švedski nogometni klub iz grada Malmöa. Klub je osnovan 24. veljače 1910. godine, a bio je 24 puta švedski prvak i finalist Kupa prvaka 1979. godine kojeg je izgubio od Nottingham Foresta, te je jedini švedski klub kojem je to uspjelo.
S Göteborgom i AIK-om čini veliku trojku švedskog klupskog nogometa. Ta tri kluba osvojila su 44 naslova prvaka. Trenutno igraju u prvoj švedskoj ligi (Allsvenskan).

## Povijest
Malmö se dvaput susretao s hrvatskim predstavnicima u europskim natjecanjima; bili su to splitski Hajduk koji ga je porazio s 3:2 u Splitu (preokretom od 0:2 do 3:2 u završnici utakmice) te u Malmöu s 0:2, a zagrebački Dinamo izbacio ga je u 4. pretkolu Lige prvaka 2011./12. ukupnim rezultatom 4:3.

## Klupske boje
Glavna klupska boja je nebeskoplava.

## Stadioni
Swedbank Stadion, kapacitet: 22.500

## Navijači
Supras su navijači Malmö FF-a.

## Trenutna momčad
Napomena: Zastave označavaju reprezentaciju kako je definirano FIFA-inim pravilima prihvatljivosti. Igrači mogu imati više od jednog državljanstva izvan FIFA-e.
| Br. | Poz. | Država | Igrač               |
| --- | ---- | ------ | ------------------- |
| 1   | VRA  |        | Johan Wiland        |
| 2   | BRA  |        | Pa Konate           |
| 3   | BRA  |        | Anton Tinnerholm    |
| 5   | VEZ  |        | Erdal Rakip         |
| 6   | VEZ  |        | Oscar Lewicki       |
| 7   | VEZ  |        | Anders Christiansen |
| 8   | VEZ  |        | Enoch Kofi Adu      |
| 9   | NAP  |        | Markus Rosenberg    |
| 10  | VEZ  |        | Guillermo Molins    |
| 13  | BRA  |        | Yoshimar Yotun      |
| 17  | BRA  |        | Rasmus Bengtsson    |
| 18  | VEZ  |        | Piotr Johansson     |
| 19  | VEZ  |        | Magnus Wolff Eikrem |

| Br. | Poz. | Država | Igrač                 |
| --- | ---- | ------ | --------------------- |
| 20  | VEZ  |        | Vladimir Rodić        |
| 21  | BRA  |        | Kari Arnason          |
| 22  | VEZ  |        | Tobias Sana           |
| 23  | VEZ  |        | Jo Inge Berget        |
| 24  | NAP  |        | Vioar Örn Kjartansson |
| 25  | BRA  |        | Felipe Carvalho       |
| 26  | BRA  |        | Andreas Vindheim      |
| 29  | VRA  |        | Fredrik Andersson     |
| 30  | VRA  |        | Marko Johansson       |
| 31  | BRA  |        | Franz Brorsson        |
| 32  | VEZ  |        | Mattias Svanberg      |
| 33  | NAP  |        | Teddy Bergqvist       |

## Klupske legende
- Bosse Larsson
- Patrik Andersson
- Daniel Andersson
- Zlatan Ibrahimović
- Martin Dahlin
- Niklas Skog
- Afonso Alves
- Markus Rosenberg

## Klupski uspjesi

### Domaći uspjesi
Švedsko prvenstvo
- Prvak: 1944., 1949., 1950., 1951., 1953., 1965., 1967., 1970., 1971., 1974., 1975., 1977., 1986., 1988., 2004., 2010., 2013., 2014., 2016., 2017., 2020., 2021., 2023.
- Doprvak: 1946., 1948., 1952., 1956., 1957., 1964., 1969., 1969., 1976., 1978., 1980., 1987., 1989., 1996., 2002., 2019.
- Trećeplasirani: 1939., 1945., 1947., 1983., 1985., 1994., 1997., 2003.

Allsvenskan: 
- Prvi: 1944., 1949., 1950., 1951., 1953., 1965., 1967., 1970., 1971., 1974., 1975., 1977., 1985., 1986., 1987., 1988., 1989., 2004., 2010., 2013., 2014., 2016., 2017., 2020., 2021., 2023.
- Drugoplasirani:  1946., 1948., 1952., 1956., 1957., 1964., 1968., 1969., 1976., 1978., 1980., 1983., 1996., 2002., 2019.

Švedski kup
- Pobjednici:  1944., 1946., 1947., 1951., 1953., 1967., 1973., 1974., 1975., 1978., 1980., 1984., 1986., 1989., 2022.
- Finalist: 1945., 1971., 1996., 2016., 2018., 2020.

### Europski uspjesi
UEFA Kup/Liga prvaka
- Finalist (1): 1978./79. (finale)

Interkontinentalni kup
- Finalist (1): 1979.

## Poveznice
- Malmö FF - službene stranice
- MFF Support - službene navijačke stranice
- Himmelriket - navijačke stranice